# Chiesa di San Giovanni Battista (Bonavigo)
La chiesa di San Giovanni Battista è la parrocchiale di Bonavigo, in provincia e diocesi di Verona; fa parte del vicariato di Legnago.

## Storia
La prima citazione di un luogo di culto a Bonavigo risale al 1145 ed è continua in una bolla di papa Eugenio III, la Piae postulatio voluntatis.
La parrocchia di San Giovanni Battista venne unita nel 1526 a Sant'Angelo in Monte di Verona, a cui doveva pagare le decime; nel 1627 passò ai Canonici di Sant'Antonio in Alga di Venezia. Questi ultimi la mantennero sino al 1670, anno in cui la cedettero ai Camaldolesi di Murano; nel 1769 subentrò il clero diocesano.
Durante il secondo conflitto mondiale la chiesa fu gravemente danneggiata dei bombardamenti e, quindi, nel dopoguerra venne definitivamente demolita per far spazio alla nuova parrocchiale, costruita nel biennio 1955-56.
Nella seconda metà degli anni sessanta la chiesa fu adeguata alle norme postconciliari con l'aggiunta dell'ambone e dell'altare rivolto verso l'assemblea; questi vennero rifatti nel 2003 e l'anno successivo si procedette alla realizzazione del portico sul lato orientale.

## Descrizione

### Esterno
La facciata a capanna della chiesa, rivolta a meridione, presenta al centro il portale d'ingresso, sormontato da tre bassorilievi e dalla scritta "Deo Opt. Max. / S.cto Yohanni Bapt. dic.", e ai lati gli ingressi secondari, mentre sopra si aprono cinque bifore.
Non è invece presente il campanile.

### Interno
L'interno dell'edificio si compone di un'unica navata, sulla quale si affacciano i corti bracci del transetto e le cui pareti sono scandite da massicci pilastri sorreggenti degli archi a tutto sesto; al termine dell'aula si sviluppa il presbiterio, rialzato di due gradini e chiuso dalla parete di fondo piatta.
Qui sono conservate diverse opere di pregio, tra le quali la pala raffigurante la Nascita di San Giovanni Battista, risalente al Cinquecento, e il dipinto con soggetto l'Agnello pasquale.